# Casino Royale (Climax!)
Casino Royale je 3. díl 1. řady amerického antologického televizního seriálu Climax!, který byl premiérově vysílán 21. října 1954 na stanici CBS. Televizní hra v režii Williama H. Browna Jr. je první adaptací Jamese Bonda, konkrétně stejnojmenného prvního románu Iana Fleminga, jenž vyšel roku 1953. V roli Jamese Bonda se představil Barry Nelson, v dalších hlavních rolích Peter Lorre (Le Chiffre) a Linda Christian (Valerie Mathis). Bond je oproti předloze americkým agentem pracujícím pro službu Combined Intelligence Agency
Epizoda o délce 52 minut byla vysílána živě a barevně. Po dlouhou dobu byla považována za nedochovanou, avšak v roce 1981 objevil filmový historik Jim Schoenberger její černobílou kopii pořízenou pomocí telerecordingu. Kopie však nebyla kompletní, scházely poslední asi dvě minuty, které ale nakonec také byly nalezeny, vyjma chybějících posledních několika sekund závěrečných titulků. Nekompletní epizoda byla uvedena v americké televizi v rámci maratonu bondovek, vyšla na VHS a byla vydána i na první DVD edici Casina Royale z roku 1967, téměř kompletní verze vyšla pouze na VHS.